# 四氯合钴(II)酸铯
四氯合钴(II)酸铯是一种无机化合物，化学式为Cs2[CoCl4]，不吸湿。除了Cs2[CoCl4]外，氯化铯和氯化钴体系形成的其它化合物也是已知的。它具有K2SO4型结构，空间群Pnam，晶胞参数a=9.737 Å，b=12.972 Å，c=7.392 Å，Z=4，其中[CoCl4]2−离子的Co–Cl键长为2.26 Å。